# Ламело Болл
Ламело Лафранс Болл (англ. LaMelo LaFrance Ball, нар. 22 серпня 2001 року) – американський професійний баскетболіст, що виступає за команду Шарлотт Горнетс з Національної баскетбольної асоціації (НБА). Був обраний "Горнетс" під третім загальним номером на Драфті НБА 2020 року.
Болл вступив до старшої школи Чино-Гіллз у місті Чино-Гіллз, штат Каліфорнія, де він виграв чемпіонат штату і досяг успіху на національному рівні разом зі старшими братами Лонзо та Ліанджело. Лонзо - діючий гравець НБА. Перед початком сезону третьокурсника конфлікт із тренером спонукав його покинути Чино-Гіллз і підписати контракт з професійною командою Пренай з Литви. У 2018 році він грав у Дитячій баскетбольній асоціації (JBA), лізі, створеній його батьком, перш ніж повернутися до старшої школи на останній курс в Академії SPIRE в Женеві, штат Огайо. Колишній гравець УКЛА, він був п'ятизірковим новобранцем, але вирішив відмовитись від студентського баскетболу через проблеми з правом участі в турнірі, і переїхав до Австралії, де виступав за Іллаварра Гокс з Національної баскетбольної ліги (НБЛ) у 2019 році, вигравши титул Новачка року НБЛ.
Болл та його брати привернули національну увагу ще з того часу, коли разом грали у старшій школі. Його батько, Лавар, також виріс у медіа-особистість у 2017 році. У Болла є фірмові кросівки компанії його батька Big Baller Brand, а також роль у сімейному реаліті-шоу Ball in the Family, що виходить на Facebook Watch.

## Дитячі роки
Його батько, Лавар, навчав Ламело бакскетболу з часу, коли той почав ходити. У віці чотирьох років він почав займатися цим видом спорту зі своїми старшими братами Лонзо та Ліанджело, стикаючись із набагато старшими суперниками. Він також грав у флаг-футбол зі своїми братами у віці п’яти років, але продовжував зосереджуватися на баскетболі. У 2013 році, коли навчався у сьомому класі, Болл почав грати зі своїми братами у Big Ballers VXT, 17-річній команді Аматорського спортивного союзу (AAU), яку запустили та тренували його батьки. Команда, яка не була спонсорована великою взуттєвою компанією, не брала участь у вищих змаганнях AAU, а натомість брала участь у місцевих змаганнях.

## Шкільна кар'єра

### Перший курс
У своєму сезоні першокурсника Болл почав грати в баскетбол у старшій школі Чино-Гіллз у Чино-Гіллз, штат Каліфорнія. Він був партнером по команді зі своїми двома старшими братами, Лонзо та Ліанджело, та його двоюрідним братом Андре Боллом. У своїй першій грі Болл набрав 27 очок як стартер. 5 березня 2016 року він набрав 26 очок у перемозі над школою Сьєрра-Каньйон за титул Відкритого дивізіону Південної секції CIF. Пізніше того ж місяця Болл допоміг своїй команді здобути чемпіонат штату Відкритого дивізіону CIF, записавши 14 очок у титульній грі проти середньої школи Де Ла Салле. Чино-Гіллз завершили сезон із різницею 35–0 і претендували на перемогу у національному чемпіонаті. У середньому Болл набирав 16,4 очка та 3,8 передачі за гру, і він розділив відзнаку Першокурсника року MaxPreps зі своїм партнером по команді Оньєкою Оконгву.

### Другий курс
26 грудня 2016 року Болл потрапив у загальнонаціональні заголовки видань за те, що влучив кидок зі своєї половини майданчика через 2 секунди після отримання м'яча. 4 лютого 2017 року він зазнав своєї першої поразки в старшій школі, незважаючи на 36 очок у грі, а команда Академії Оук Гілл закінчила серію перемог Чино-Гіллз, що складалася з 60-ти ігор. У своїй наступній грі, 7 лютого, Ламело набрав 92 очки в перемозі над старшою школою Лос-Осос, зафіксувавши другу найбільшу кількість очок за один матч в історії старших шкіл Каліфорнії. Аналітики критикували його за черріпікінг, оскільки він часто чекав біля половини корту в очкуванні вільного кидка в наступному володінні своєї команди замість того, щоб грати в захисті. Болл завершив сезон, здобуваючи в середньому 26,7 очка та майже 10 передач за гру, заробивши потрапляння до першої команди другокурсників за версією вебсайту MaxPreps. 27 липня він взяв участь у грі AAU проти п'ятизіркового новобранця Зайона Вільямсона, що було відображено в національних спортивних ЗМІ.
2 жовтня 2017 року, перед початком сезону третьокурсника, Болл покинув Чіно-Гіллз для домашнього навчання, оскільки його батько не схвалював новопризначеного головного тренера Денніса Латімора та адміністрацію школи. 7 грудня він підписав контракт з агентом Гаррісоном Гейнсом, щоб професійно грати за кордоном разом зі своїм братом Ліанджело. Це рішення показувало, що він не буде грати в студентський баскетбол. У наступні дні Гейнс пропонував братів професійним командам у різних європейських країнах та Японії.

### Четвертий курс

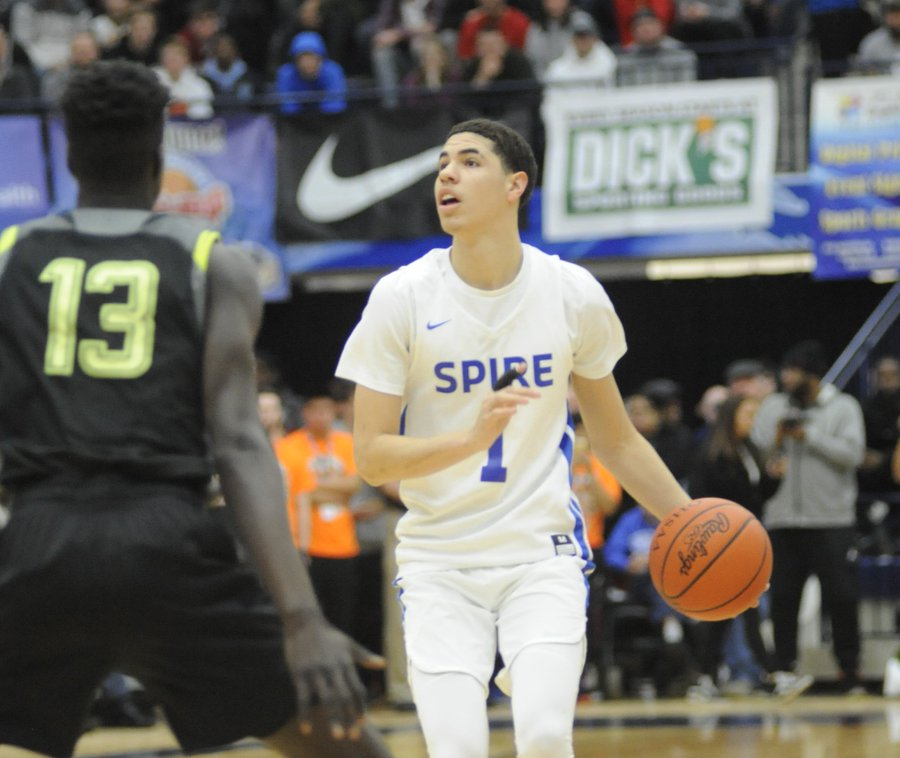
Ламело Болл (справа) зі SPIRE Academy в січні 2019 року

5 листопада 2018 року, пропустивши третій курс та частину старшого курсу через професійну кар'єру, Болл приєднався до SPIRE Institute and Academy, підготовчої школи в Женеві, штат Огайо, де грав під наставництвом головного тренера Джермейна Джексона. SPIRE виступали поза юрисдикцією Атлетичної асоціації старших шкіл Огайо, дозволяючи Боллу грати, не турбуючись про свій відсутній статус аматора. Ряд відомих команд середніх шкіл відмінили свої поєдинки з SPIRE, оскільки професійний досвід Болла загрожував би їх участі в їхніх федераціях штатів. Його команда була вилучена з турніру Hoophall Classic, оскільки організатори подій не задовольнили запит $ 10 000 від партнера родини Болл, щоб Болл зіграв. 10 листопада 2018 року Болл дебютував за SPIRE, записавши 20 очок, 13 передач та п’ять підбирань у перемозі 96–84 над школою Гілл. 7 березня 2019 року він набрав 41 очко, у тому числі 29 у першій половині, в перемозі 102–67 над Hillcrest Prep North на чемпіонаті світу Grind Session. Болл допоміг своїй команді вийти у фінал і був названий MVP сезону. Через його професійний досвід йому було відмовлено в участі у грі McDonald's All-American 2019 року.

### Рекрутинг
Болл усно уклав угоду грати в студентський баскетбол за УКЛА у віці 13-ти років, перш ніж піти в старшу школу, та мав стати третім з його братів, що грали за цей заклад. Болл, якого на той час також запрошували до Вірджинії та штату Вашингтон, заявив, що УКЛА - це його "школа мрії". Він став найкращим новобранцем у класі 2019 року під час другого курсу старшої школи. Більшість рекрутингових служб вважали його п’ятизірковим новобранцем і одним з найвищих захисників у своєму класі. Коли Болл повернувся до середньої школи після професійної кар'єри в 2018 році, він залишився п'ятизірковим новобранцем.
Випуск в 2017 році фірмового взуття Ball's Melo Ball 1 фірми Big Baller Brand, компанії з виробництва спортивного одягу його сім'ї, загрожував його правом участі в Національній асоціації студентського спорту (NCAA). Батько Болла проігнорував занепокоєння і з цієї причини розглядав можливість того, щоб його син не вступав до коледжу. Підписання Ламело агента та його професійний досвід ще більше погіршили його право на участь у NCAA. Незважаючи на сумніви, що стосувались його права участі, і які відштовхували головні рекрутингові програми першого дивізіону NCAA від нього, Болл мав інтерес до гри в студентський баскетбол після повернення в у старшу школу в листопаді 2018 року. Однак у наступні місяці він досліджував альтернативні варіанти, зокрема підготовчу школу, G-Лігу НБА та професійні ліги в Австралії та Китаї.

## Професійна кар'єра

### Пренай (2018)

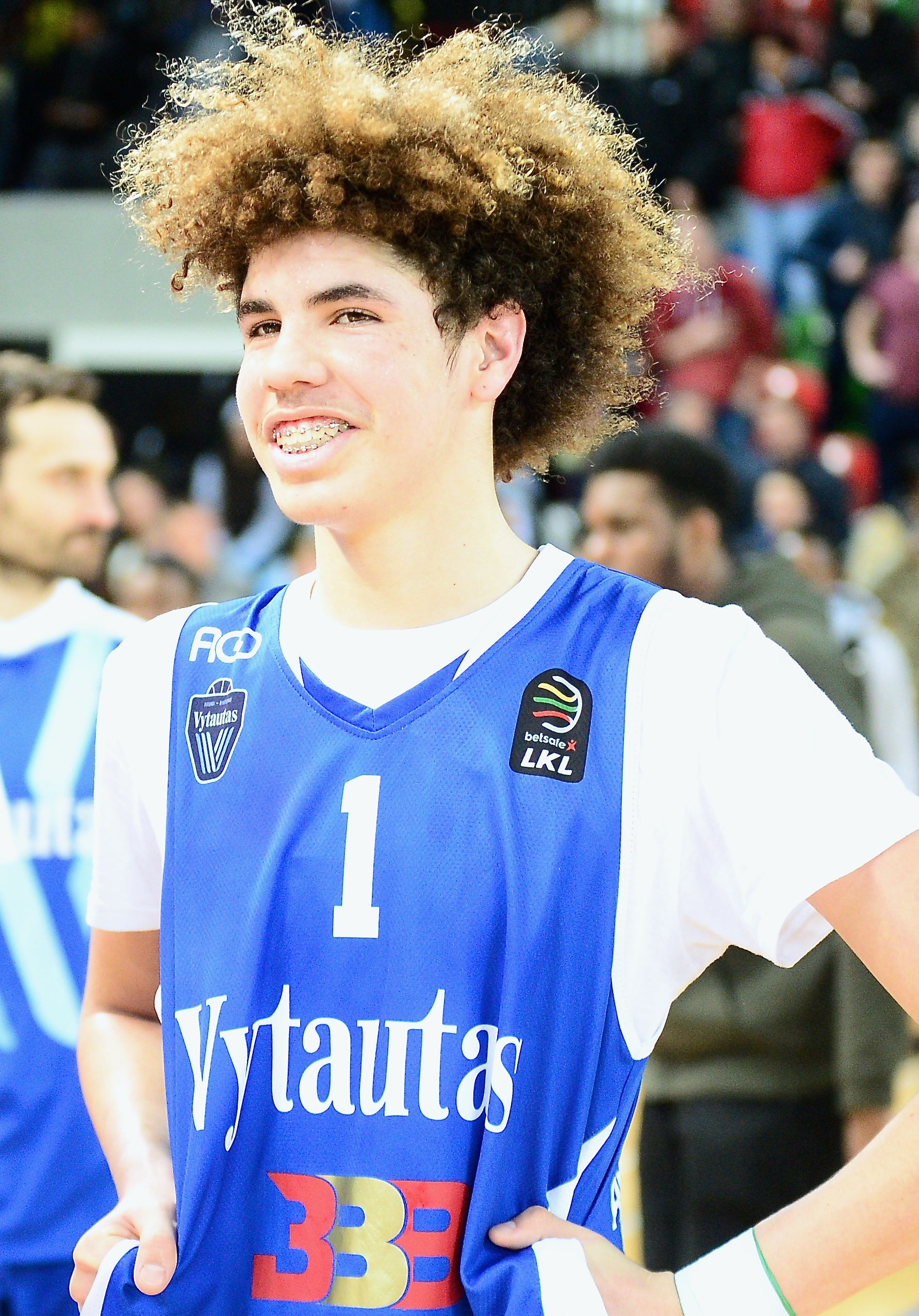
Ламело Болл з "Пренаєм" на виставковій грі в Лондоні, квітень 2018 року

11 грудня 2017 року Болл підписав контракт із клубом Пренай Литовської баскетбольної ліги (LKL) разом зі своїм братом Ліанджело. Як повідомлялося, Ламело став наймолодшим американцем, який коли-небудь підписував професійний контракт з баскетболу. Про переїзд братів до Литви активно повідомляли американські спортивні ЗМІ. Пренай вийшов із Балтійської баскетбольної ліги після їх прибуття та брав участь у різноманітних виставкових іграх, спонсорованих Big Baller Brand. 13 січня 2018 року Болл дебютував у професійному спорті, не набравши жодного очка за п'ять хвилин гри проти "Літкабеліса". 4 лютого він набрав найбільші в сезоні 19 очок, з чотирма влучними триочковими кидками та шістьма передачами, у програші "Жальгірісу". Наприкінці місяця на виставковій грі він отримав травму ноги, яка вибила його з гри на місяць. 25 квітня Бол покинув Пренай зі своєю сім'єю, а його батько розкритикував головного тренера команди Віргініюса Шешкуса, частково через те, що Болл не отримував достатньо ігрового часу. Він закінчив сезон в LKL, набираючи в середньому 6,5 очка та 2,4 передачі, з влучністю 26,8 відсотка з гри, за 12,8 хвилин на майданчику.

### Лос-Анджелес Боллерс (2018)
4 травня 2018 року Болл підписав контракт із Лос-Анджелес Боллерс з Дитячої баскетбольної асоціації (JBA) - нової ліги, створеної його батьком як альтернативу класичному студентському баскетболу в США, і позиціонувався цією лігою як "головний гравець". У своєму дебюті 21 червня він оформив трипл-дабл - 40 очок, 16 підбирань, 10 передач та три перехоплення, із влучністю 15 з 40 спроб з гри, у перемозі над командою Нью-Йорк Боллерс 134–124. Протягом восьми ігор регулярного сезону Болл в середньому мав трипл-дабл з 39,6 очок, 14,6 підбирань та 11,5 передач за гру, та був обраний на Матч усіх зірок. У півфіналі плей-офф проти Нью-Йорк Боллерс він набрав найбільші в сезоні 55 очок, 16 підбирань та 7 передач. Він привів Лос-Анджелес до чемпіонатства JBA, вигравши у "Сіетл Боллерс". Після сезону Болл був призначений до команди ліги під назвою JBA USA, яка зустрічалась з кількома європейськими командами в міжнародному турі. 31 жовтня на виставковій грі проти Дзукії він був видалений з гри після того, як вдарив гравця суперника в обличчя під час сутички. 5 листопада він покинув тур JBA, щоб повернутися до старшої школи в США на останній курс.

### Іллаварра Гокс (2019―2020)

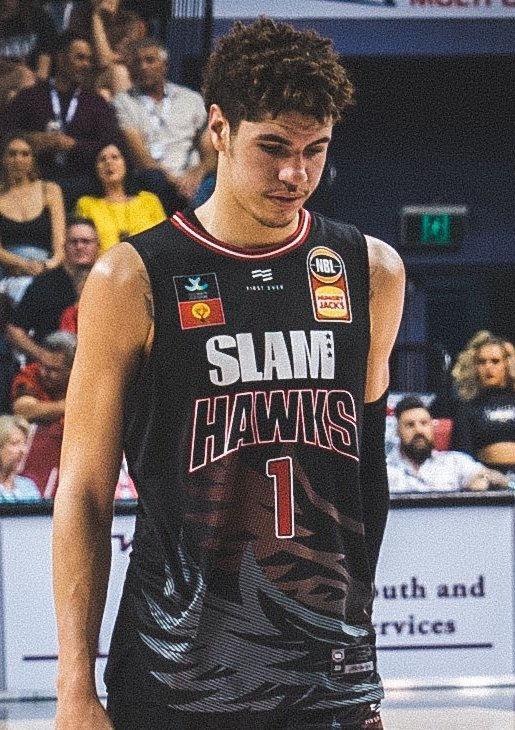
Ламело Болл з Іллаварра Гокс в жовтні 2019 року

17 червня 2019 року Болл підписав дворічний контракт, включаючи положення про відмову від НБА, з Іллаварра Гокс з австралійської Національної баскетбольної ліги (НБЛ). Він приєднався до "Яструбів" через програму NBL Next Stars, метою якої є розвиток перспективних "проспектів" для НБА. У серпні 2019 року, зігравши за команду No Shnacks у Дрю Лізі, Болл був визнаний Лідером Нової школи, нагороди на честь головного новачка ліги. На сезон НБЛ він переїхав до Австралії зі своїм колишнім тренером зі SPIRE Institute Джермейном Джексоном, який став його менеджером і допоміг йому адаптуватися. Наприкінці вересня він мав успіх у передсезонному турнірі НБЛ. Ламело набрав 19 очок, 13 підбирань та 7 передач у передсезонній перемозі над Перт Вайлдкатс.
6 жовтня у своїй першій грі в регулярному сезоні Болл набрав 12 очок, 10 підбирань і 5 передач при влучності 6 із 17 кидків з гри, в програній грі з Брисбен Буллетс. Він взяв на себе більш важливу роль після травми зіркового розігруючого захисника "Гокс" Аарона Брукса 27 жовтня, що залишила його поза грою до кінця сезону. 25 листопада Болл записав найбільші в сезоні 32 очки, 11 підбирань і 13 передач, здобувши перемогу в овертаймі над Кернс Тайпанс, та став наймолодшим гравцем НБЛ, який оформив трипл-дабл. У своїй наступній грі Болл оформив ще один трипл-дабл з 25 очок, 12 підбирань та 10 передач, але мав влучність лише 10 із 28 кидків з гри, у програші команді Нью-Зіленд Брейкерс. Він став четвертим гравцем в історії ліги, і першим після переходу НБЛ на 40-хвилинні ігри в 2009 році, який здобував трипл-дабл в двох чи більше іграх поспіль.
8 грудня 2019 року, перед черговою грою чемпіонату, було оголошено, що Болл пропустить близько чотирьох тижнів після того, як він на тренуванні поранив ногу. 16 січня 2020 року, все ще перебуваючи поза грою, він вирішив не грати до кінця сезону. 28 січня він розірвав відносини з "Гокс", щоб повернутися до США і підготуватися до драфту НБА 2020 року. У 12 іграх НБЛ Болл набирав у середньому 17 очок, 7,4 підбирань та 6,8 передачі за гру, з точністю 37,7 відсотка з гри. Наприкінці сезону він на п'ять голосів (49–44) випередив Кутата Ноа в голосуванні за титул Новачка року НБЛ.

### Шарлотт Горнетс (2020―дотепер)
На Драфті НБА 2020 року, що відбувся 18 листопада 2020 року, Болл був обраний під третім загальним номером командою Шарлотт Горнетс. Він та його брат Лонзо, який був обраний під другим номером на драфті 2017 року, стали першими братами, яких обирали в першій трійці на Драфтах НБА. Після неоднозначних виступів у передсезонних матчах він розпочав регулярний сезон, виходячи з лави запасних. Болл дебютував 23 грудня 2020 року, не набравши жодного очка разом з одним підбиранням, трьома передачами та двома перехопленнями за 16 хвилин, у програші Клівленд Кавальєрс 121–114.
8 січня 2021 року у грі проти Нью-Орлінс Пеліканс, Ламело і Лонзо зіграли в своїй першій грі регулярного чемпіонату один проти одного на будь-якому рівні. Болл допоміг "Шершням" вирватись з 18-очкового дефіциту по ходу гри та здобути перемогу 118-110. Йому трохи не вистачило, щоб оформити трипл-дабл з 12 очками, 10 підбираннями та 9 передачами. 9 січня, у віці 19 років і 140 днів, він став наймолодшим гравцем в історії НБА з оформленим трипл-даблом, побивши рекорд, встановлений Маркелом Фульцем, на 177 днів. Болл здобув 22 очки, 12 підбирань та 11 передач у перемозі 113–105 проти Атланти Гокс. 30 січня Болл записав найвищі на той час 27 очок у кар'єрі, разом із п'ятьма підбираннями, дев'ятьма передачами та чотирма перехопленнями у перемозі над Мілвокі Бакс 126-144. 1 лютого Болл вперше у своїй кар'єрі вийшов у стартовій п'ятірці у переможній грі 129-121 з Маямі Гіт. Він закінчив гру з 14 очками, п’ятьма підбираннями та сімома передачами. 5 лютого Болл здобув найбільші в кар'єрі 34 очки, разом з вісьмома передачами, чотирма підбираннями, двома перехопленнями та одним блок-шотом у програші Юті Джаз 138-121. Він також став наймолодшим гравцем в історії франшизи "Горнетс", який здобув 30 чи більше очок у грі НБА. У лютому Ламело знову визнали Новачком місяця Східної конференції, за його статистичні показники у 20,1 очка, 6,2 підбирання та 6,7 передачі в середньому в 13 іграх. 21 березня у програному матчі з Лос-Анджелес Кліпперс Болл отримав перелом кістки правого зап'ястя, та був відмічений, як такий, що "вибув безстроково". 19 квітня Ламело було дозволено відновити баскетбольну діяльність. 1 травня Болл повернувся після травми, набравши 11 очок, 7 підбирань і 8 передач, у перемозі над Детройт Пістонс 107–94. Після закінчення сезону Ламело Болл отримав нагороду Новачок року НБА, та був включений до першої Збірної новачків НБА.

## Статистика

### НБА
| Сезон   | Команда | GP | GS | MPG  | FG%  | 3P%  | FT%  | RPG | APG | SPG | BPG | PPG  |
| ------- | ------- | -- | -- | ---- | ---- | ---- | ---- | --- | --- | --- | --- | ---- |
| 2020–21 | Шарлотт | 51 | 31 | 28.8 | .436 | .352 | .758 | 5.9 | 6.1 | 1.6 | .4  | 15.7 |
| Кар'єра | Кар'єра | 51 | 31 | 28.8 | .436 | .352 | .758 | 5.9 | 6.1 | 1.6 | .4  | 15.7 |

### НБЛ
| Сезон   | Команда   | GP | GS | MPG  | FG%  | 3P%  | FT%  | RPG | APG | SPG | BPG | PPG  |
| ------- | --------- | -- | -- | ---- | ---- | ---- | ---- | --- | --- | --- | --- | ---- |
| 2019–20 | Іллаварра | 12 | 12 | 31.2 | .377 | .250 | .723 | 7.4 | 6.8 | 1.7 | .2  | 17.0 |

### LKL
| Сезон   | Команда | GP | GS | MPG  | FG%  | 3P%  | FT%  | RPG | APG | SPG | BPG | PPG |
| ------- | ------- | -- | -- | ---- | ---- | ---- | ---- | --- | --- | --- | --- | --- |
| 2017–18 | Пренай  | 8  | 1  | 12.8 | .268 | .250 | .737 | 1.1 | 2.4 | .8  | .1  | 6.5 |

## Особисте життя

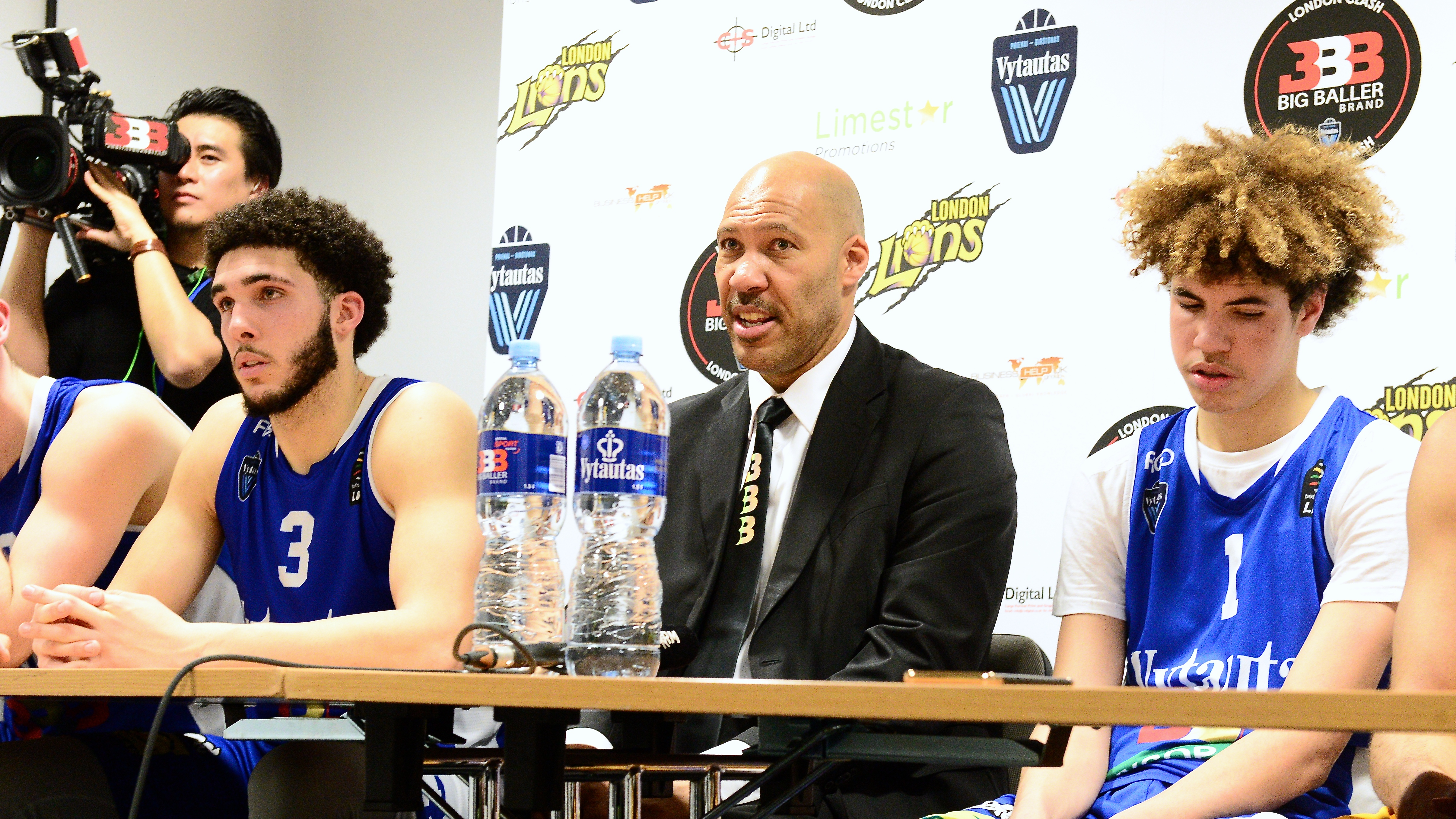
Ламело Болл (праворуч) зі своїм батьком Лаваром та братом Ліанджело після виставкової гри в Лондоні за Пренай у квітні 2018 року

Болл - наймолодший син Лавара і Тіни Болл, обидва грали в баскетбол на студентському рівні. Лавар, який має зріст 198 см, виступав за команду університету штату Вашингтон, а згодом за команду Каліфорнійського державного університету з Лос-Анджелеса. Тіна, яка має зріст 183 см, також грала за останню команду. Пізніше Лавар грав у професійний футбол як тайт-енд за Лондон Монаркс у Світової лізі американського футболу після того, як був орендований у Нью-Йорк Джетс. У 2017 році Лавар став популярною, але поляризуючою спортивною медійною особистістю, в першу чергу за те, що давав дивні коментарі щодо кар'єри себе та своїх синів. Двоюрідний брат Болла Андре грає в баскетболі за "Пеппердайн".
З моменту сезону першокурсника в старшій школі Болл привернув увагу національних спортивних організацій та створив акаунти в соціальних мережах, що набрали велику кількість підписників. На 2017 рік багато аналітиків називали його знаменитістю. Болл має роль у реаліті-шоу Facebook Watch під назвою "Болли в родині" (англ. Ball in the Family), яке було розпочате в серпні 2017 року та документує життя членів його родини. 26 червня 2017 року Болл з'явився на шоу WWE Raw з членами своєї сім'ї, під час якого він сказав батькові: "Бий цю ніггерську дупу!" (англ. "Beat that nigga ass!"). Пізніше WWE вибачились за його "невідповідну мову". Ламело є головним героєм реп-синглу під назвою Melo Ball 1, випущеного його братом Лонзо 8 вересня 2017 року.
31 серпня 2017 року компанія Big Baller Brand, компанія зі спортивного одягу, яку сім'я Болла заснувала у 2016 році, випустила для нього фірмове взуття під назвою Melo Ball 1 (MB1). Він став наймолодшим спортсменом, який коли-небудь мав фірмове взуття.

## Зовнішні посилання
- Статистика ігрової кар'єри і профіль гравця на NBA.comта Basketball-Reference.com

- NBL profile [Архівовано 15 квітня 2020 у Wayback Machine.]